# هارولد أبوت (لاعب اتحاد الرغبي)
هارولد أبوت (بالإنجليزية: Harold Abbott)‏ هو لاعب اتحاد الرغبي نيوزيلندي، ولد في 17 يونيو 1882 في إقليم وايكاتو في نيوزيلندا، وتوفي في 16 يناير 1971 في بالميرستون نورث في نيوزيلندا.

## وصلات خارجية
- هارولد أبوت عل موقع إسبنسكروم (الإنجليزية)